# Pale Moon (webbrowser)
Pale Moon is een webbrowser voor Windows, Linux en FreeBSD gebaseerd op de broncode van Mozilla Firefox. Pale Moon is geoptimaliseerd voor moderne processorfamilies uit de x86-, x64- en ARM-reeks. Pale Moon wordt uitgegeven en ontwikkeld door Moonchild Productions.
Pale Moon is gebaseerd op Firefox, geoptimaliseerd voor efficiëntie van de code en gericht op gebruik op moderne microprocessoren.
Pale Moon verschilt van Firefox omdat er enkele functies zijn weggelaten vanwege beveiligings- of snelheidsoverwegingen. Pale Moon gebruikt een afgeleide van de Gecko-layout-engine genaamd Goanna.
Pale Moon is gratis te downloaden, is open source, en wordt verspreid in uitvoerbare vorm onder een eigen licentie die herverdeling met officiële logo's bemoeilijkt. Extensies en plug-ins oorspronkelijk ontworpen voor Firefox (gemaakt in XUL) zijn compatibel met Pale Moon. Pale Moon ondersteunt extensies gemaakt met de technologie WebExtensions niet.

## Optimalisatie
Pale Moon is geoptimaliseerd met behulp van de volgende technieken:

### Optimalisatie van de uitvoerbare code
De browser is gecompileerd met een hoge mate van compileroptimalisatie. Hiervoor wordt -O2 gebruikt, een optimalisatievlag om de maximale snelheid te verkrijgen. Deze vlag is onderdeel van de Microsoft C compiler en GCC. De pagina about:buildconfig kan geraadpleegd worden om de exacte details op te vragen.
Pale Moon is gecompileerd waarbij de AVX-processorinstructieset wordt gebruikt (voorheen SSE2-processorinstructieset), hetgeen de snelheid en efficiëntie van een aantal toepassingsgebieden sterk ten goede komt.
Als gevolg hiervan kan de resulterende browser niet worden uitgevoerd op bijzonder oude hardware, maar door het weglaten van ondersteuning voor oudere systemen werkt Pale Moon met geoptimaliseerde machinecode die volledig gebruik maakt van moderne processor-instructiesets.

### Het verwijderen van functies
Pale Moon verwijdert een paar functies waar geen hoge vraag naar is, maar die een integraal onderdeel uitmaken van Firefox:
- Toegankelijkheidsfuncties[11]
- Ouderlijk toezicht
- Crash reporter
- ActiveX en ActiveX-scripts
- WebRTC[12]
- EME[13]
- PDF.js, de ingebouwde pdf-lezer. PDF.js werd verwijderd uit Pale Moon vanwege de kans op beveiligingslekken in de JavaScript-code waaruit de pdf-lezer bestaat alsook het feit dat PDF.js veel bestanden niet kan openen.[14]

### Veranderingen in functionaliteit
- GStreamer-compatibiliteit (vervangen door FFmpeg) (sinds versie 27.1.0)
- Pale Moon ondersteunt de extensies gemaakt met de Mozilla SDK niet, maar heeft sinds versie 27.1.0 wel een SDK genaamd "PMkit" die hierop lijkt.[15]
- Pale Moon ondersteunt extensies gemaakt met XUL blijvend (deze ondersteuning werd uit Firefox geschrapt).
- Pale Moon ondersteunt nog steeds NPAPI-plug-ins.

## Snelheidsvergelijking
De resulterende verschillen in snelheid door gebruik te maken van optimalisaties en ook het verwijderen van bepaalde programmaonderdelen, zoals toegankelijkheidsfuncties en ouderlijk toezicht, hebben een belangrijk voordeel van de geoptimaliseerde browser in vergelijking met Firefox laten zien, ook al is de broncode verder vrijwel onberoerd gelaten.

## Wijzigingen in de interface
Sinds versie 4 heeft Pale Moon ook een aantal wijzigingen in de interface van het programma (lay-out) doorgevoerd in vergelijking met het zusterprogramma Firefox:
- Pale Moon heeft een statusbalk
- Navigatieknoppen zijn gegroepeerd
- Tabbladen worden standaard niet helemaal boven in geplaatst (tabs-on-top)
- De knop Pale Moon is blauw (bij Firefox is deze oranje).
- Er wordt standaard een webfeed-icoon getoond op de adresbalk wanneer een feed beschikbaar is.

Ook de bij Firefox 29 ingevoerde Australis-interface is niet overgenomen door Pale Moon.

## Beschikbare downloads
Pale Moon biedt een aantal verschillende versies aan. Volgende versies worden als download aangeboden:
- Desktop (32 bits en 64 bits)
- Portable (32 bits en 64 bits)
- Linux

### Stopgezette edities
- Voor het AthlonXP-platform werd een speciale versie beschikbaar gesteld.
- Er werd een legacy-versie onderhouden om compatibiliteit met oudere cpu's te waarborgen.
- Atom-versie

Daarnaast zijn ook oudere, gearchiveerde versies en de broncode van de browser te downloaden.

## Licentie
Net zoals Firefox is de broncode van Pale Moon vrij beschikbaar en dus open source. De broncode is beschikbaar onder de MPL 1.1-licentie, behalve voor onderdelen met betrekking tot branding (merkrecht en logo's).
In tegenstelling tot Firefox zijn de binaire bestanden van Pale Moon onderhevig aan een herdistributielicentie, die herdistributie toestaat onder bepaalde voorwaarden. Volgens de auteur zijn deze voorwaarden opgelegd om verwarring te voorkomen van de officiële Pale Moon-versie met eventueel aangepaste versies. De naam Pale Moon (met betrekking tot de browser), het Pale Moon-logo en andere auteursrechtelijk beschermde grafische werken zijn het intellectuele eigendom van M. Straver, en mogen dus niet worden gebruikt op andere door derden gecompileerde Firefox-browsers of op andere producten zonder vooraf toestemming te vragen.